# Lacistema krukovii
Lacistema krukovii är en tvåhjärtbladig växtart som beskrevs av Hermann Sleumer. Lacistema krukovii ingår i släktet Lacistema och familjen Lacistemataceae. Inga underarter finns listade i Catalogue of Life.